# Dendropsophus parviceps
Dendropsophus parviceps là một loài ếch thuộc họ Nhái bén.
Loài này có ở Bolivia, Brasil, Colombia, Ecuador, Peru, và Venezuela.
Môi trường sống tự nhiên của chúng là rừng ẩm vùng đất thấp nhiệt đới hoặc cận nhiệt đới, đầm lầy nhiệt đới hoặc cận nhiệt đới, vùng núi ẩm nhiệt đới hoặc cận nhiệt đới, sông có nước theo mùa, đầm nước ngọt, đầm nước ngọt có nước theo mùa, và rừng thoái hóa nghiêm trọng.

## Hình ảnh

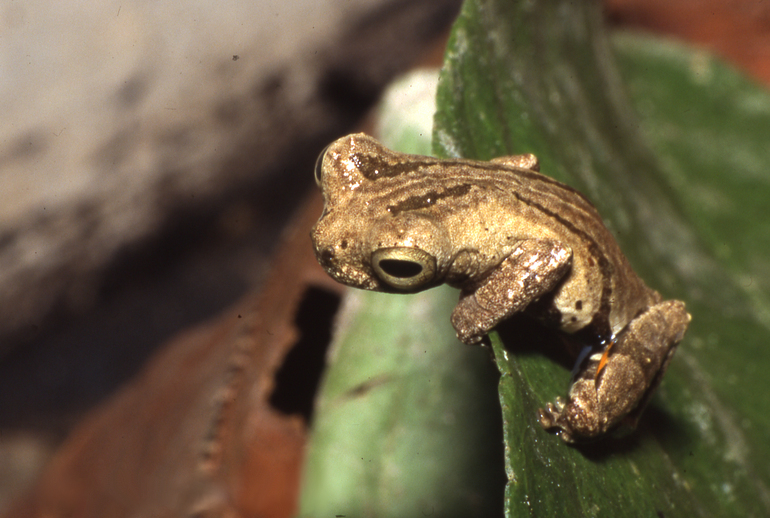
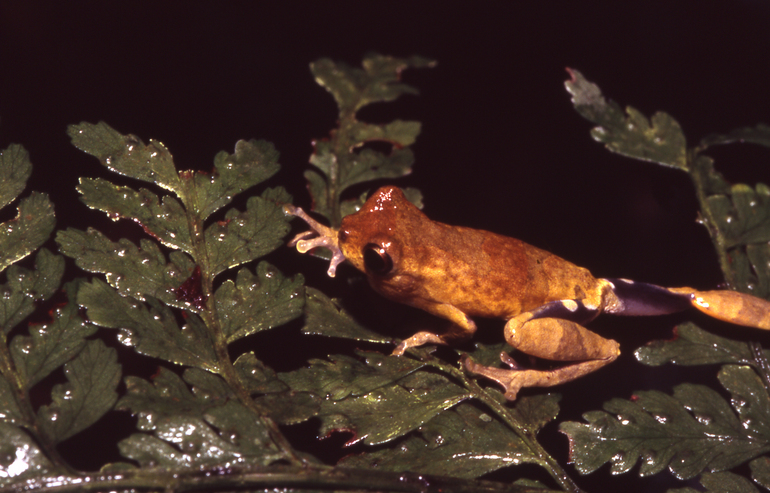
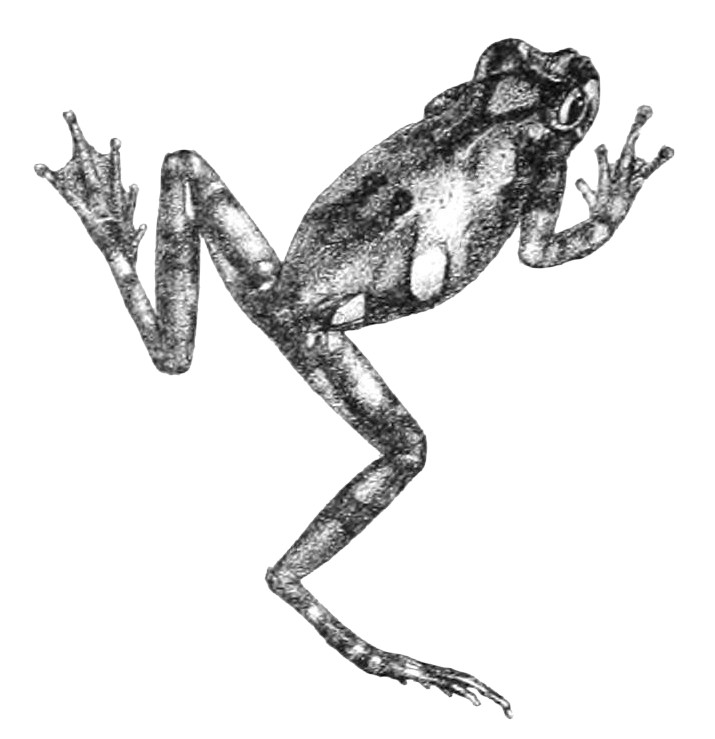
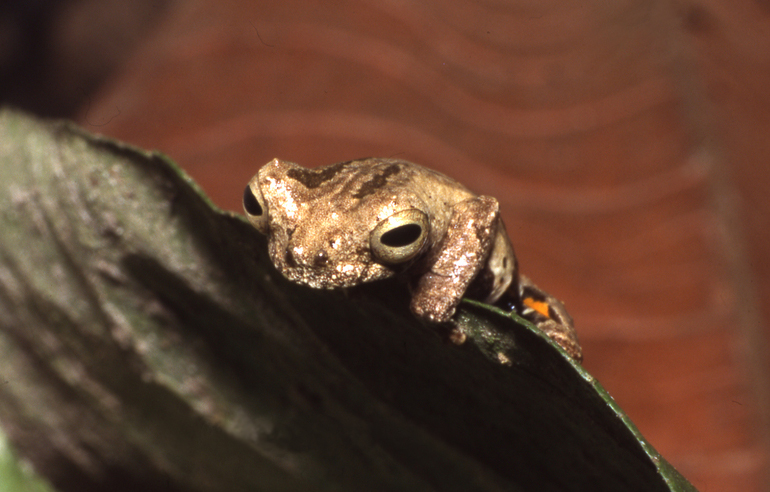